# Departamento de Kankossa
Kankossa es un departamento de la región de Assaba, en Mauritania. En marzo de 2013 presentaba una población censada de 82 495 habitantes. Está formado por las siguientes comunas, que se muestran asimismo con población de marzo de 2013:
- Kankossa 15,236
- Blajmil 18,080
- Hamed 25,916
- Sani 9,295
- Tenaha 13,968[1]